# À travers les ronces vers les étoiles
Pour plus de détails, voir Fiche technique et Distribution.
À travers les ronces vers les étoiles (Через тернии к звёздам, Tcherez ternii k zvyozdam) est un film soviétique en deux épisodes, réalisé par Richard Viktorov, sorti en 1981.
Le film a été en compétition au Festival international du film fantastique d'Avoriaz 1982.
En 2001, le réalisateur Nikolaï Viktorov, le fils de Richard Viktorov, a remonté le film, en y incluant certaines séquences coupées par la censure soviétique et en supprimant d'autres qui perturbaient la dynamique de l'histoire. Il a recréé l'œuvre telle que son père l'aurait voulu à l'époque, selon ses dires. Cette version se retrouve raccourcie, avec l'ajout des effets spéciaux et le format de son Dolby Digital.

## Synopsis
Au XXIIIe siècle, le vaisseau spatial Pouchkine découvre l'épave d'un vaisseau d'origine inconnue. Les cosmonautes explorent l'engin et trouvent des cadavres de clones humanoïdes et un clone féminin qu'ils nomment Niya et qu'ils ramènent sur Terre.

## Fiche technique
- Titre original : Через тернии к звёздам, Tcherez ternii k zvyozdam
- Titre français : À travers les ronces vers les étoiles
- Réalisation : Richard Viktorov
- Scénario : Richard Viktorov et Kir Boulitchev
- Musique : Alexeï Rybnikov
- Pays d'origine : URSS
- Genre : Science-fiction
- Langue : russe
- Durée : 148 minutes
- Date de sortie : 1981

## Distribution
- Elena Metiolkina (ru) : Niya
- Vadim Ledogorov (ru) : Stepan Lebedev, petit frère de Sergueï
- Uldis Lieldidžs (ru) : Sergueï Lebedev
- Elena Fadeïeva (ru) : Maria Pavlovna Lebedeva
- Wacław Dworzecki : Piotr Pavlovitch Lebedev
- Nadejda Sementsova (ru) : Professeur Nadejda Ivanova
- Alexandre Lazarev : le professeur Klimov
- Igor Ledogorov (ru) : Rakan
- Gleb Strijenov (ru) : Glan
- Igor Iassoulovitch : Torki
- Vladimir Fedorov (ru) : Tourantchoks
- Alexandre Mikhaïlov : Oleg Dreyer
- Boris Chtcherbakov : Édouard Kolotoun
- Evgueni Karelski (ru) : Diomine, pilote du vaisseau spatial Pouchkine
- Lioudmila Nilskaïa (ru) : Selena
- Valeri Nossik (ru) : Liy
- Alexeï Vanine (ru) : Barmaleï, robot
- Nikolaï Timofeïev (ru) : Roman Dolinine,
- Artiom Karapetian (ru) : scientifique à une conférence

## Sélection
- Festival international du film fantastique d'Avoriaz 1982 : en compétition